# Hôtel du cardinal Fesch
L’hôtel du cardinal Fesch, est un hôtel particulier situé à Paris en France.

## Localisation
Il est situé au 68 rue de la Chaussée-d'Antin, dans le 9e arrondissement de Paris. 

## Histoire
L'hôtel a appartenu au cardinal Fesch.
Ce bâtiment fait l’objet d’une inscription au titre des monuments historiques depuis le 30 décembre 1977.